# 베이비티스
《베이비티스》(영어: Babyteeth)는 2019년 오스트레일리아의 코미디 드라마 영화로, 일라이자 스캔런 주연, 섀넌 머피 감독이 연출한다. 이 영화는 2019년 9월 4일 베니스 영화제에서 세계 초연되었다. 2020년 7월 23일 유니버설 픽처스를 통해 오스트레일리아에서 개봉되었으며 최우수 영화를 포함하여 9개의 AACTA 상을 수상했다.

## 줄거리
16세 소녀 밀라는 암 재발 판정을 받은 후 우연히 기차역에서 23세의 마약 중독자 모세스를 만나 사랑에 빠진다. 부유한 가정환경의 밀라와 달리 불안정한 삶을 사는 모세스에게 부모님은 불편함을 느끼지만, 딸의 행복을 위해 그의 존재를 묵인한다. 어느 날 밤, 모세스가 집에서 약을 훔치는 것을 목격한 엄마는 그에게 딸에게서 떠나라고 경고하지만, 밀라와 모세스의 관계는 더욱 깊어진다.
모세스는 밀라를 데리고 마약 거래 현장에 가거나 파티에 참석하고, 결국에는 함께 밤을 보내지만 다음날 아침 밀라를 버리고 떠난다. 밀라를 찾아낸 부모님은 그녀를 병원에 데려간다. 밀라와 모세스의 관계를 막을 수 없음을 깨달은 부모는 그들의 관계를 허용하고, 모세스는 밀라의 집을 자주 방문하게 된다. 하지만 밀라의 엄마는 모세스가 약을 훔쳤다는 사실을 알게 되고, 밀라는 모세스가 아빠의 약을 얻기 위해 자신을 이용한다고 생각해 그를 집에서 쫓아낸다.
결국 밀라의 아버지는 모세스를 찾아내 그에게 약을 제공하는 조건으로 함께 살 것을 제안한다. 가족과 모세스는 잠시 평화로운 시간을 보내지만, 밀라는 아버지가 모세스에게 약을 제공했다는 사실을 알게 되어 화를 내고 모세스를 떠나라고 한다. 모세스는 밀라와의 관계를 우선시하여 약물 중단을 시도하고, 금단 증상을 겪으면서도 밀라의 곁에 남으려 노력한다.
밀라의 17번째 생일 파티 후, 밀라는 고통 속에서 죽음이 가까웠음을 느끼고 모세스에게 자신을 죽여달라고 부탁하지만, 모세스는 그럴 수 없었다. 대신 둘은 처음으로 성관계를 맺는다. 다음 날 아침, 밀라의 부모는 밀라의 경험을 알고 기뻐하지만, 밀라는 밤사이 세상을 떠난다. 회상 장면에서 밀라는 아버지에게 죽음을 받아들였으며 모세스를 잘 돌봐달라고 부탁하고, 아버지는 엄마와 함께 잘 지낼 것이라고 약속한다.

## 출연진
- 일라이자 스캔런 - 밀라 핀리 역
- 토비 월리스 - 모지스 역
- 에밀리 바클리 - 토비 역
- 유진 길페더 - 기던 역
- 에시 데이비스 - 애나 핀리 역
- 벤 멘덜슨 - 헨리 핀리 역
- 앤드리아 데메트리아데스 - 제니 역
- 에드워드 라우 - 틴 와 역
- 잭 그레치 - 아이작 역
- 조지나 심스 - 폴리 역
- 미셸 로터스 - 스칼렛 역